# میخایلو کومان
میخایلو کومان (اوکراینی: Михайло Михайлович Коман؛ ۱ آوریل ۱۹۲۸ – ۲۱ فوریهٔ ۲۰۱۵) بازیکن فوتبال اهل اوکراین بود.
از باشگاه‌هایی که در آن بازی کرده‌است می‌توان به باشگاه فوتبال اوورلا اوژهورود و باشگاه فوتبال دینامو کی‌یف اشاره کرد.
وی همچنین در تیم ملی فوتبال اوکراین بازی کرده‌است.